# M2 Light Tank

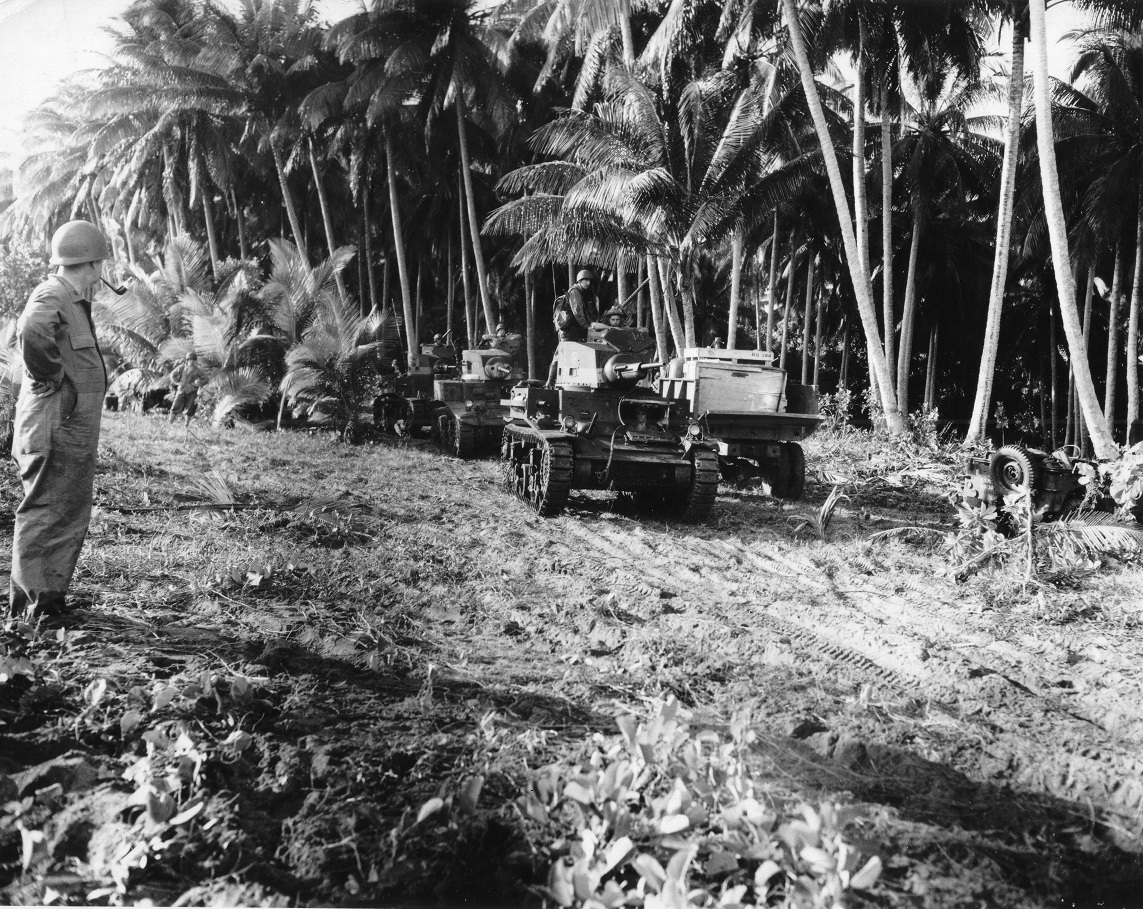
Lätt stridsvagn av typen M2A4 Light Tank i Guadalcanal 1943.

M2 Light Tank var en lätt stridsvagn som var i amerikansk tjänst under första delen av andra världskriget. M2 Light Tank deltog i liten skala i strider under Stillahavskriget och var mest betydelsefull som grunden till de senare M3 Stuart-stridsvagnarna